# Tomás Chapero
Tomás Chapero (Santa Fe; 10 de junio de 2001) es un baloncestista argentino que se desempeña como ala-pívot. Actualmente pertenece al Obras Basket de la Liga Nacional de Básquet de Argentina.

## Trayectoria
Chapero aprendió a jugar al baloncesto en el colegio La Salle Jobson, sumándose luego a las divisiones formativas de Unión de Santa Fe, Sanjustino y Centro Recreativo Vera. A los 15 años fue reclutado por Bahía Basket.
Hizo su debut en la Liga Nacional de Básquet en diciembre de 2018. Con los bahienses Chapero actuó sobre todo en la Liga de Desarrollo. 
En septiembre de 2021, dejó su país para migrar a España y fichar con el Club Ourense Baloncesto de la Liga LEB Plata, club que lo cedió a su club vinculado, la Asociación Deportiva Bosco de la Liga EBA.
Tras lograr el ascenso de categoría con el Club Ourense Baloncesto a la Liga LEB Oro, forma parte de la plantilla del conjunto español para la temporada 2022-23.
El 23 de enero de 2023, firma por el Damex Udea Algeciras de la Liga LEB Plata, cedido por el Club Ourense Baloncesto hasta el final de la temporada.
El 6 de julio de 2023, firma por el Club Baloncesto Peñas Huesca de la Liga LEB Plata, cedido por el UBU Tizona. Culminado el campeonato en España, regresó a su país en mayo de 2024 para reforzar a Obras Basket en los playoffs de la temporada 2023-24 de la Liga Nacional de Básquet.
El 8 de julio de 2025, fue seleccionado en el Draft Internacional de la NBA G League, en la decimotercera posición por los Grand Rapids Gold, el equipo filial de los Denver Nuggets de la NBA.

## Selección nacional

### Juveniles
Chapero formó parte de los seleccionados juveniles de baloncesto de Argentina, llegando a disputar el Campeonato Sudamericano de Baloncesto Sub-15 de 2016, el Campeonato FIBA Américas Sub-16 de 2017, el Campeonato Sudamericano de Baloncesto Sub-17 de 2017, el Campeonato Mundial de Baloncesto Sub-17 de 2018 y el Campeonato Mundial de Baloncesto Sub-19 de 2019. Asimismo disputó el TBF Sub-16 de 2017 en Turquía.

### Absoluta
Debutó con la selección absoluta en 2022. En septiembre de ese año disputó con el equipo nacional la FIBA AmeriCup de 2022, ganando el título al derrotar al combinado brasileño en la final.